# Jeans dagli occhi rosa
Jeans dagli occhi rosa (So Fine) è un film statunitense del 1981 diretto da Andrew Bergman, con Ryan O'Neal e  Mariangela Melato.

## Trama
Il giovane professore universitario Bobby viene coinvolto suo malgrado, in un debito che suo padre, stilista newyorkese, titolare della Fine Fashions, ha contratto con lo strozzino Eddie: dovrà lavorare nell'azienda di famiglia. Costretto con la forza dai due sicari del boss, lascia il suo lavoro di insegnante. Nel frattempo conosce Lira, moglie trascurata del boss con la quale intreccia una relazione clandestina. Una sera, durante un incontro amoroso dei due, trova accidentalmente una soluzione ai suoi problemi: per sfuggire al furioso marito della donna che li ha scoperti, il giovane professore s'infila un paio di jeans da donna troppo stretti che gli si strappano sul sedere. Nasce una nuova moda, tanto che i guadagni dell'azienda si risollevano e il debito con lo strozzino viene ripagato. Bobby può così tornare all'insegnamento, ma proprio durante una messa in scena universitaria dell'Otello, il boss geloso raggiunge Bobby e Lira cercando di ucciderli.